# William Wisher Jr.
Will Wisher, właśc. William Wisher Jr. – amerykański scenarzysta.

## Filmografia

### Scenarzysta
- Xenogenesis (1978)
- Desperat: Walka poza prawem (Desperado: The Outlaw Wars, 1989)
- Terminator 2: Dzień sądu (Terminator 2: Judgment Day, 1991)
- Sędzia Dredd (Judge Dredd, 1995)
- Trzynasty wojownik (The 13th Warrior, 1999)
- Egzorcysta: Początek (Exorcist: The Beginning, 2004)
- Dominion: Prequel to the Exorcist (2005)

### Aktor
- Xenogenesis (1978) jako Raj
- Terminator (The Terminator, 1984) jako policjant
- Otchłań (The Abyss, 1989) jako Bill Tyler, Reporter